# بسماتيك الرابع
بسماتيك الرابع هو حاكم مصري عاش خلال فترة الاحتلال الفارسي الأول لمصر (الأسرة المصرية السابعة والعشرون).

## الشهادات
هناك العديد من القطع الأثرية، وكذلك المصادر اليونانية، التي تدعم وجود حاكم مصري بهذا الاسم خلال فترة الاحتلال الفارسي الأول. تتكون الاكتشافات الأثرية التي تحمل هذا الاسم من مقبض سيستروم، والذي يعطي أيضًا اسم العرش أماسيس (أحمس)، وجعران يحمل اسم العرش نب-كا-إن-رع، وأوشبتي، ووثيقة ديموطيقية من ديوسبوليس بارفا (بردية ستراسبورغ الثانية)، يعود تاريخه إلى العام الملكي الثاني، بينما ذكر المؤلفون اليونانيون عدة مرات اسم هذا الحاكم. ومع ذلك، فإن الاختلاف في تأريخ هذه الشهادات وتسميتها يجعل نسبتها إلى حاكم فردي أمرًا مستحيلًا فعليًا.

## هوية
في عام 1980، اقترح عالم المصريات الأمريكي يوجين كروز أوريبي أن بردية ستراسبورغ الثانية المذكورة أعلاه من ديوسبوليس بارفا، والتي تُنسب تقليديًا إلى بسماتيك الثالث، هي في الواقع أكثر حداثة وتشير إلى الحاكم الذي يحمل نفس الاسم الذي سماه "بسماتيك "رابعا". وفقًا لكروز أوريبي، فقد حكم هذا الحاكم على الأرجح على جزء من مصر حوالي 480 قبل الميلاد: خلال هذا العقد من المعروف من خلال هيرودوت أن ثورة حدثت في مصر بالتزامن مع السنوات الأخيرة لداريوس الأول وصعود خشايارشا الأول، الذين توجوا على الفور بقمع المتمردين.
اعتقد أنتوني سبالينجر أن إسناد كروز أوريبي كان «مؤقتًا للغاية»، ووافق على أن بسماتيك الرابع هو نفس الشخص مثل والد إيناروس الثاني، الذي ذكره هيرودوت. وفقًا لمصادر يونانية، كان إيناروس الذي قاد ثورة كبيرة ومعروفة ضد الفرس في 460 قبل الميلاد. بافتراض صحة هذا التعريف، يبدو أن بسماتيك لم يكن لديه السلطة الكافية للمطالبة بالعرش المصري. لهذا السبب، يعتقد سبالينجر أن الاكتشافات الأثرية المذكورة أعلاه قد تنتمي إلى حاكم لاحق يحمل نفس الاسم: المؤرخ الأثيني فيلوخوروس ذكر أن بسماتيك (الخامس) - الذي ربما كان حفيد بسماتيك الرابع لكونه ابنًا على الأرجح. من ثانيروس، وهو نفسه ابن إيناروس الثاني - شحن الحبوب إلى أثينا في 445/4 قبل الميلاد. أخيرًا، ذكر ديودور الصقلي بسماتيك (السادس) كملك لمصر عام 400 قبل الميلاد، قائلاً إنه كان «من نسل بسماتيك الشهير». ومع ذلك، فإن اسم بسماتيك السادس هذا يُعتبر أحيانًا خطأ لأميرتايوس، ملك الأسرة الثامنة والعشرين الذي حكم من 404 إلى 399 قبل الميلاد.

## سيرة تاريخية
تم العثور على الفترة الوحيدة الممكنة التي يمكن أن يصبح فيها بسماتيك ملكًا في العام الأخير من حكم داريوس (486 قبل الميلاد)، حيث اندلع تمرد في مصر ضد المحتلين الفارسيين الذين ذكرهم أيضًا هيرودوت.
في الواقع، بعد الهزيمة الفارسية في معركة ماراثون عام 490 قبل الميلاد، اندلعت انتفاضات مختلفة في دلتا النيل مما أدى إلى ثورة حقيقية في عام 486 قبل الميلاد.
خلال هذا التمرد في كتاب المزامير - لا نعرف بأي شرعية - كان سينتج ألقاب الملوك، تمامًا كما فعل بيتوباستيس الثالث قبل أكثر من ثلاثين عامًا، بمناسبة ثورة مماثلة في بداية عهد داريوس.
لم يكن لدى داريوس وقت للتدخل حيث توفي بحلول نهاية العام؛ لذلك كان الخليفة خشايارشا الأول الذي اضطر للذهاب إلى مصر لوضع حد للثورة.
كان لابد من انتهاء فترة حكم بسماتيك الرابع المؤقتة في غضون عامين من النضال اللاحقين، وفي نهايتها (484 قبل الميلاد) تم احتلال مصر من قبل خشايارشا.